# JKCS 041
JKCS 041 è un ammasso di galassie situato in direzione della costellazione della Balena, scoperto nel 2009 che,  fino al 2011, anno della scoperta di CL J1449+0856,  risultava l'ammasso di galassie più distante dalla Terra mai osservato.
La sua distanza è stimata in 10,2 miliardi di anni luce, con un redshift, determinato fotometricamente, di z=1,9 e di fatto aveva superato il precedente record di XMMXCS J2215.9-1738 che risultava a 9,2 miliardi di anni luce.
JKCS 041 risulta costituito da almeno 19 membri ed un gas caldo, esteso per 300 kpc, che permea lo spazio intergalattico.